# Cephalozia husnotii
Cephalozia husnotii là một loài rêu tản trong họ Cephaloziaceae. Loài này được (Gottsche ex Husn.) Spruce miêu tả khoa học lần đầu tiên năm 1882.